# Formello
Formello è un comune italiano di 13 860 abitanti della città metropolitana di Roma Capitale, nel Lazio.

## Geografia fisica

### Territorio
Il paese si trova a nord ovest di Roma e a sud-ovest dei Monti Sabatini, all'interno del Parco regionale di Veio, che ne ricopre il territorio per il 71% circa della superficie; confina a nord con il territorio del comune di Campagnano di Roma, ad est con Sacrofano, a sud e ad ovest con Roma.
Il territorio è caratterizzato da ampi crinali e da formazioni in tufo; i pochi terreni coltivati sono per lo più adibiti a coltivazioni di vitigni, oliveti e colture di cereali, mentre molto del paesaggio comprende fossi e boschi che ospitano numerose specie animali, anche rare. Sono ampiamente presenti alcuni rapaci come il nibbio bruno, la poiana e il gheppio. Nei torrenti trovano un habitat confortevole anfibi e rettili, quali il tritone crestato, la rana verde, la rana greca, la testuggine d'acqua dolce ed il saettone.

### Clima
- Classificazione climatica: zona D, 1693 GR/G

## Storia
Nel territorio comunale sono attestate presenze in età preistorica (Valle Cancella, Terre di Bettona, Prato la Corte). In età storica la zona fece parte del territorio della città etrusca di Veio, che sorgeva nell'attuale territorio comunale: rimangono a testimonianza della lunga dominazione etrusca numerosi manufatti, tombe e il cosiddetto alfabeto di Formello, alfabeto etrusco arcaico.
Dopo la conquista romana di Veio nel 396 a.C., il territorio si andò spopolando, fino al 780, quando papa Adriano I fondò la domusculta Capracorum, che si contrappose all'espansione territoriale dell'abbazia di Farfa, di fondazione longobarda. Il centro decadde in seguito alle incursioni saracene del IX secolo.
Tra i fondi agricoli in possesso della tenuta esisteva un fundus Formellum, dove si era sviluppato un abitato, che ereditò la funzione di centro del territorio da Capracorum. A partire dall'XI fu in possesso del monastero della Basilica di San Paolo fuori le mura e in quest'epoca il borgo venne probabilmente fortificato. Formello si sviluppò tuttavia più lentamente di altri centri con simili origini, probabilmente a causa della distanza dalla via Cassia, oltre il fiume Cremera.
Nel 1279 Formello fu concessa in feudo agli Orsini. Nel 1544 venne concesso alla comunità uno statuto che ne regolava i rapporti amministrativi con i feudatari. Nel 1661 gli Orsini vendettero il feudo alla famiglia Chigi.

### Simboli
Lo stemma e il gonfalone sono stati riconosciuti con decreto del capo del governo del 21 gennaio 1943.
Lo stemma riprende il blasone della famiglia Orsini.
Il gonfalone è un drappo partito di verde e di giallo.

## Monumenti e luoghi d'interesse

### Architetture religiose

#### Chiesa di San Lorenzo

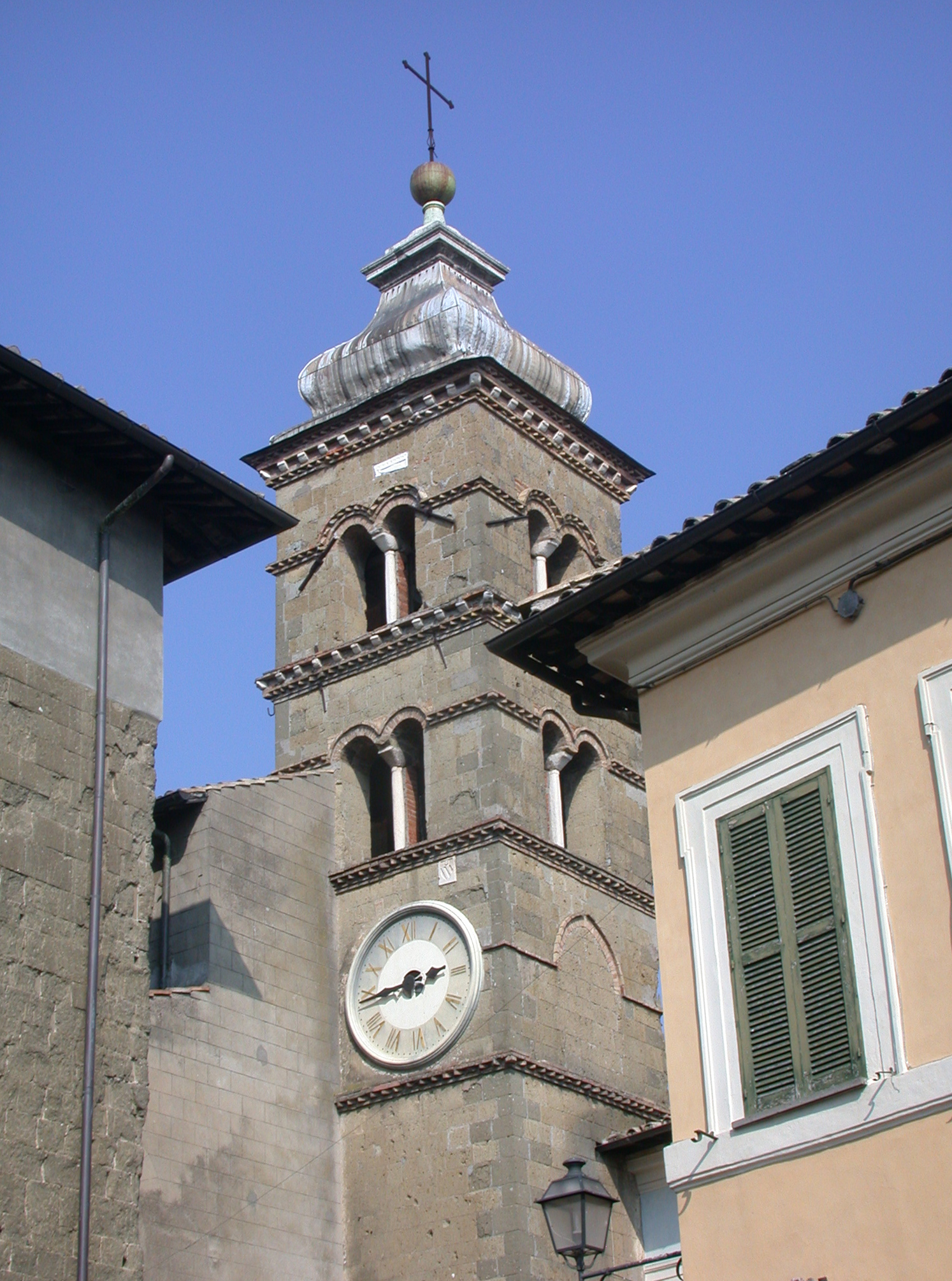
Il campanile della chiesa di San Lorenzo dall'omonima piazza.

La chiesa di San Lorenzo ereditò le funzioni di quelle della distrutta Capracorum e risale forse al X-XI secolo (menzionata la prima volta nel 1033). La chiesa era probabilmente in origine ad unica navata. Nel XV secolo venne costruito davanti alla facciata il campanile, per il quale venne murato il portale centrale di ingresso.
L'edificio venne fortemente rimaneggiato a partire dal 1574, quando vennero realizzate le navate laterali: quella orientale ricavata dalla suddivisione della chiesa originaria, e quella occidentale aggiunta, insieme al presbiterio. Nella navata sinistra i primi due altari ospitano gli affreschi attribuiti a Donato Palmieri. Nel 1677 venne restaurato il campanile, danneggiato da un fulmine e fu sistemata l'attuale copertura in zinco.

L'altare maggiore, in marmi colorati, in origine destinato alla chiesa di Sant'Apollinare di Roma, venne collocato nel 1744.
Nel 1795 fu costruita una meridiana, analoga a quella della basilica di Santa Maria degli Angeli a Roma: ha esattamente le dimensioni di un terzo di quella. Fu distrutta nel 1958 con il rifacimento del pavimento e poi ricostruita nel 2008 da Mario Catamo con la collaborazione di Cesare Lucarini.

#### Chiesa di San Michele Arcangelo

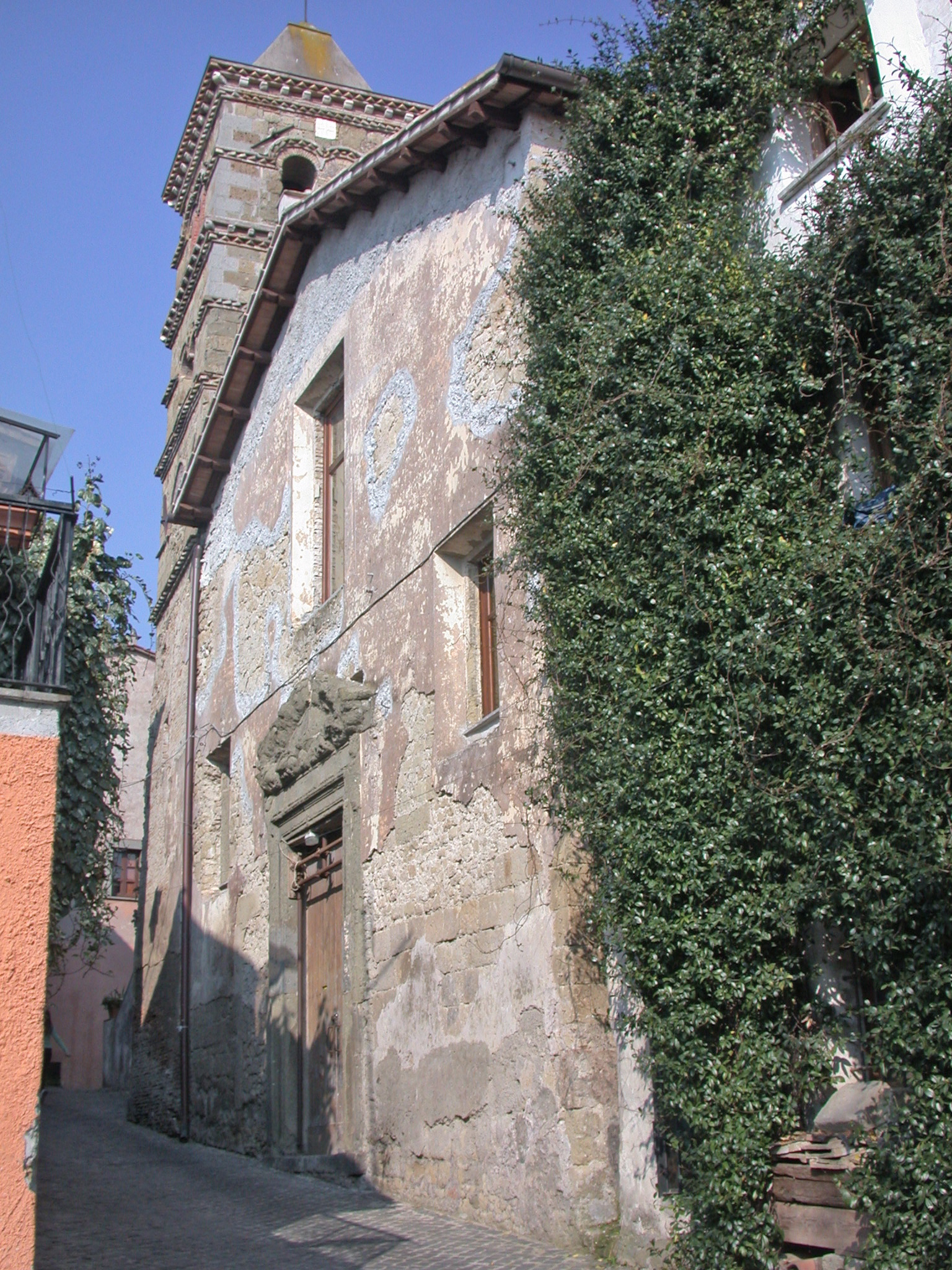
La chiesa di San Michele Arcangelo sulla via XX Settembre.

La chiesa di San Michele Arcangelo (o di Sant'Angelo) viene citata per la prima volta nel 1236. La semplice facciata presenta un portale centrale del XVI secolo. L'interno della chiesa, attualmente aperta al culto in alcune occasioni, era a navata unica, con profondo presbiterio e abside.

#### Santuario del Sorbo
Il santuario del Sorbo è un antico convento in parte diroccato, con chiesa e campanile ristrutturati, che si trova nel territorio comune di Campagnano di Roma, nel comprensorio della valle del Sorbo, equamente divisa tra i comuni di Formello (zona a sud del fiume Cremera) e di Campagnano (zona a nord del fiume Cremera). È presente nel santuario stesso una fontanella, che costituisce l'unica derivazione dell'acquedotto che adduce le sorgenti di Carissima e Tre Cannelle alla fontana di For de Porta a Formello, sita accanto alla Porta d'ingresso al centro storico.

### Architetture civili

#### Palazzo Chigi

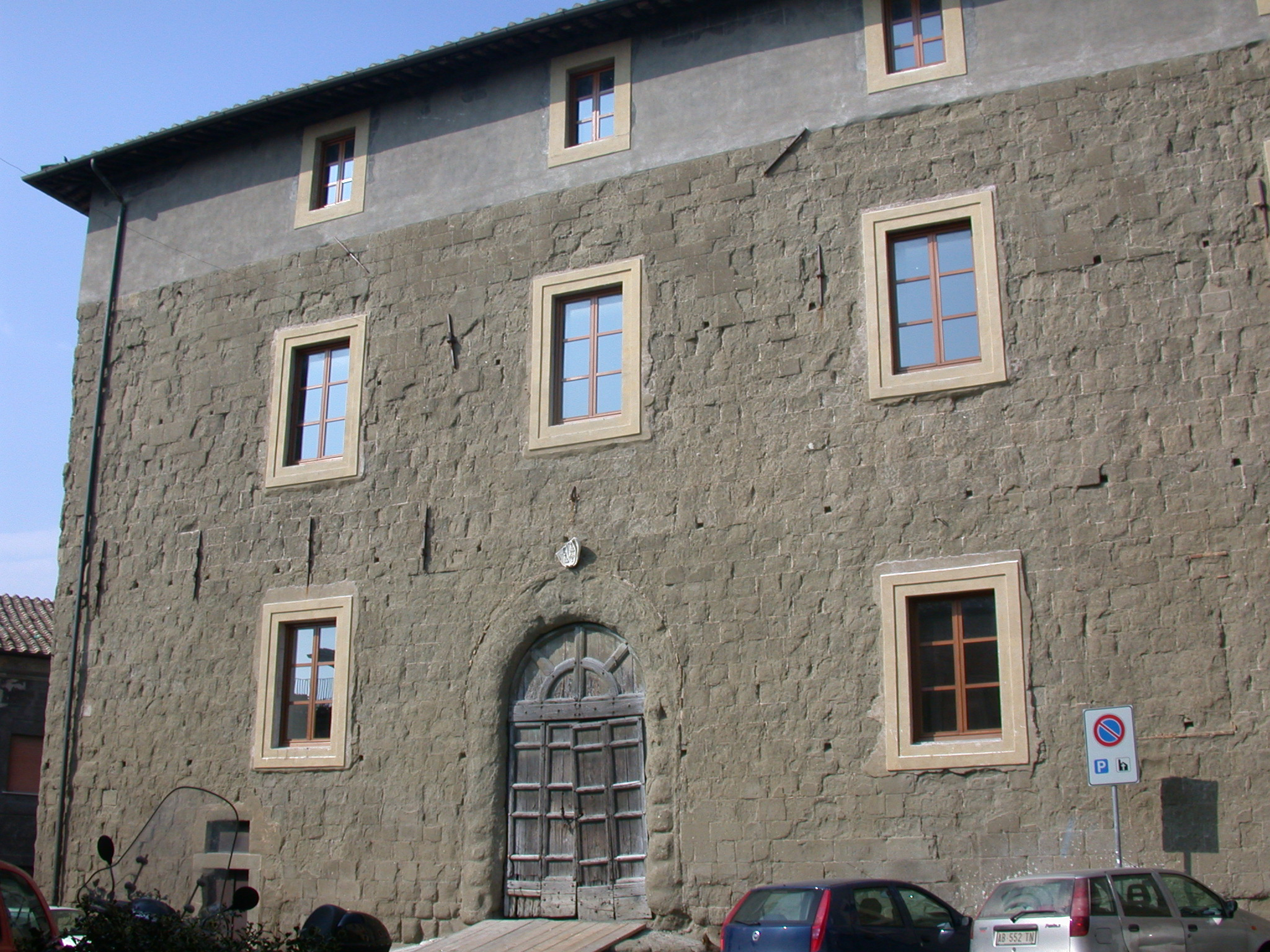
La facciata di palazzo Chigi su piazza San Lorenzo.

L'origine della residenza risale probabilmente agli Orsini, al momento in cui venne loro concesso il feudo, ma è possibile che esistessero fortificazioni precedenti (un castrum è menzionato dall'XI secolo.

In origine aveva due piani e una torre (con muratura in tufelli datata al XIII secolo), ma dopo la vendita ai Chigi, venne sopraelevato di un piano, inglobando la torre, e la facciata venne rimaneggiata.

#### Villa Chigi-Versaglia
La villa Chigi-Versaglia, situata ad un chilometro e mezzo dal centro del paese lungo Via della Villa, risale alla seconda metà del XVII secolo e fu fatta edificare dal cardinale Flavio Chigi, nipote del papa Alessandro VII. Attualmente in rovina e quasi interamente ricoperta dai rovi, conserva una torre, detta "Torre Colombaia", posta in origine all'ingresso e articolata su tre piani. Restano inoltre ruderi della residenza padronale e di una cappella a pianta ellittica. Numerose le cavità scavate nel tufo, pozzi e cunicoli variamente articolati nella villa: una enorme cisterna divisa in due sezioni (altezza 4 me, larghezza 4 m, lunghezza 100 + 100 m) con volta ad arco, si trova esattamente sotto il tracciato di Via della Villa (da cui la limitazione al peso consentito ai veicoli su detta via) raccoglie le acque superficiali delle vallate di Montefiore e Sodera; una stalla a pianta circolare a 50 metri sotto il livello del suolo; un cunicolo scavato nel tufo collega la villa Chigi Versaglia al palazzo Chigi sopra descritto, è abusivamente adibito a fognatura di porcilaie di norcini nei pressi della villa.

### Siti archeologici
Catacomba di Monte Stallone, scoperta negli anni '60, testimonia l'espansione del cristianesimo a Formello, avvenuta tra il IV e V secolo d.C..

### Aree naturali

#### Valle del Sorbo

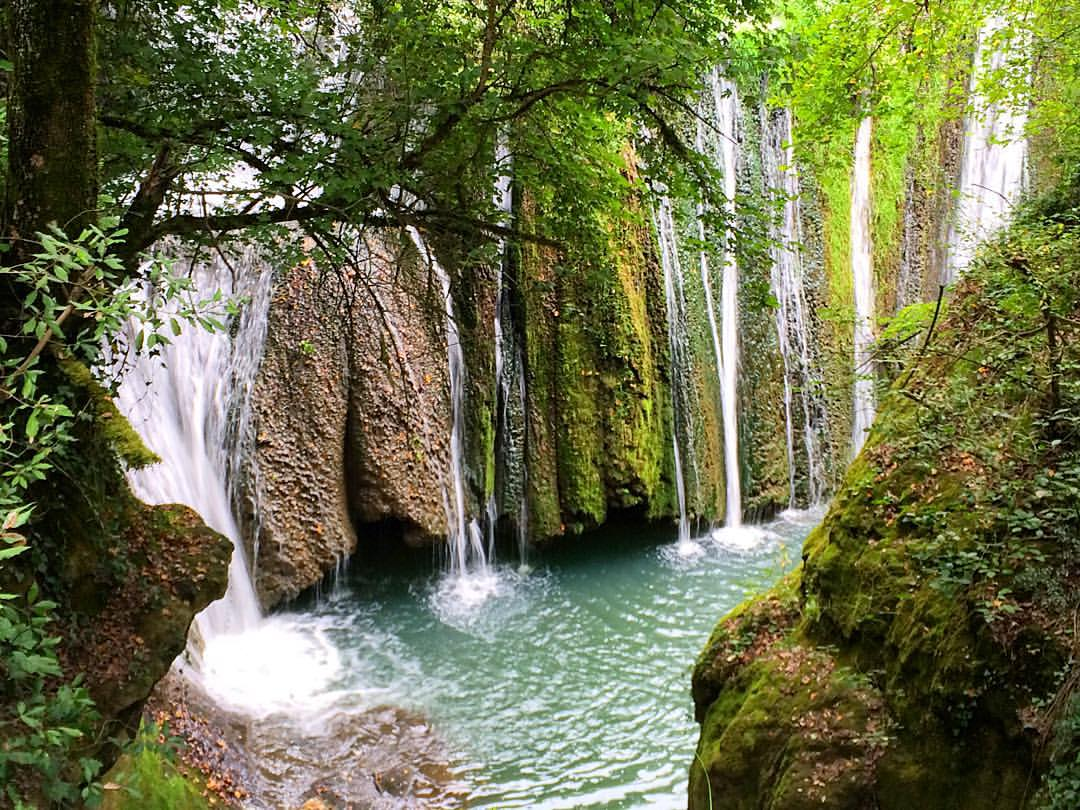
Cascate del Cremera nella valle del Sorbo

Zona di valenza naturalistica, interamente compresa entro il parco di Veio, costituita da colline boscose e dalla omonima vallata, solcata dal fiume Cremera, che divide a nord il territorio di Campagnano di Roma e a sud il territorio di Formello.
Il fiume Cremera è sbarrato in corrispondenza dell'antica Mola (mulino ad acqua ora diroccato) da una diga con salto di 18 metri, che forma un piccolo laghetto circondato da querce secolari. Nei pressi della Mola è presente un antico ponte in pietra che scavalca il fiume Cremera sottostante, luce 8 m altezza 18 m.
Sono inoltre presenti lungo il fiume tre successive cascate naturali, due in zona "Grottefranca" e una in zona "Pisciacavallo", effluenti in pozze chiamate "Bottagoni", non balneabili.

### Altro
Il borgo fortificato è articolato sull'asse centrale di "via XX Settembre", che collega la "Porta da Capo" con la "Porta da Piedi". Dalla prima si accede alla piazza di San Lorenzo, dove sorgono l'omonima chiesa e il palazzo Chigi, già Orsini. Lungo la via sorge anche una seconda chiesa, dedicata a San Michele Arcangelo.
Fuori della "Porta da Capo" si sviluppò nel XVIII secolo il borgo di Sant'Antonio, incentrato sulla via omonima.

#### Fontana di For de Porta
Fontana risalente al XVIII secolo, captante le sue acque nei territori dei comuni di Campagnano di Roma e Sacrofano, presso le sorgenti Carissima e Tre Cannelle. È sita accanto alla Porta d'ingresso al centro storico, e fino agli anni cinquanta, prima dell'arrivo della diramazione dell'acquedotto del Peschiera-Capore, costituiva l'unica fonte di approvvigionamento idrico per gli abitanti di Formello. La sua acqua, eccessivamente ricca di alcuni minerali, se bevuta regolarmente produce delle caratteristiche macchie scure sulla dentatura, ciò testimoniato da numerosi abitanti ultrasessantenni di Formello.

#### Fontana Rutola
Fontanile posto lungo l'omonima via, in zona campestre, nei pressi del rivo Rosciolo, classificato come bene storico-architettonico dal parco di Veio.

## Società

### Evoluzione demografica
Abitanti censiti

## Cultura

### Istruzione

#### Biblioteche
- Biblioteca comunale multimediale di Formello, inaugurata il 27 maggio del 2000. Le collezioni sono ordinate prevalentemente a scaffale aperto e si trovano collocate nell'aula di lettura e nella sezione ragazzi. La biblioteca è dotata di un'area multimediale con postazioni internet. Vi sono i fondi della cinebiblioteca "Roberto Rossellini" (donazione di Alberto Crucillà, direttore della rivista “Cinecorriere” dal 1948 al 2007, e di Mario Verdone), il fondo "Titus Vossberg" dalla biblioteca personale dello scenografo, acquisito anch'esso per donazione, e il "Fondo locale", costituito da documenti riguardanti specifici temi locali.

#### Musei
- Museo civico archeologico dell'Agro veientano, istituito nel 1992 e ospitato in una piccola sala aperta sulla piazza, ma destinato ad essere accolto presso palazzo Chigi. Raccoglie i materiali provenienti dal territorio del comune e datati tra il IX secolo a.C. e il XV secolo. Tra gli oggetti esposti sono presenti un bacile in bronzo proveniente dalla località di "Coda di Monte Aguzzo", della fine del VII secolo a.C. e due statue in marmo bianco, prive della testa, raffiguranti un personaggio maschile con panneggio intorno ai fianchi (detta "l'Imperatore") e un Priapo in vesti femminili (detta "la Maripara"). Le sculture erano esposte all'ingresso del borgo fortificato.
- Centro per l'incisione e la grafica d'arte: inaugurato nel 2003 nei locali del vecchio lavatoio comunale a seguito della tradizione avviata dall'artista francese Jean-Pierre Velly fondato e diretto dal suo allievo Vinicio prizia. La sede comprende uno spazio espositivo e per conferenze e seminari e inoltre un laboratorio con una zona per la stampa e una per la lavorazione delle matrici, e una piccola biblioteca, con cataloghi di mostre e monografie riguardanti il mondo della grafica.
- Museo del mutuo soccorso[14]
- Museo della civiltà contadina[15]

### Teatri
Il Teatro comunale "Jean-Pierre Velly" è dotato di un impianto cinematografico per una programmazione in armonia con il cartellone teatrale.

### Cucina
La gastronomia tipica formellese rispecchia per la maggior parte la tipica cucina romana, con l'utilizzo spesso di prodotti locali (quali olio di oliva, frutti, formaggi, ecc.). Alcuni piatti sono degni di menzione in quanto non riscontrati anche nei comuni limitrofi, quali la crostata di ricotta (vistosamente colorata rosé grazie all'alchermes), la crostata di porsaraghi dal caratteristico gusto dolce-aspro dato dai frutti tipici della zona, gli stracci, e non per ultimo il sanguinaccio, piatto ormai d'altri tempi costituito dal sangue puro di suino cotto in padella, quando veniva macellato dai privati nelle proprie campagne.
Fino a pochi anni or sono, la ricorrenza della macellazione del proprio maiale, tipicamente nel mese di gennaio, costituiva una vera e propria festa familiare, dove tutti i parenti erano convocati per aiutare nella laboriosa procedura di produzione del macellato, ricompensata con la padellaccia, saporitissima cottura in padella del macinato per le salsicce appena impastato con olio di oliva e vino bianco.

### Eventi
- Ecofilm festival: rassegna di cinema ambientalista si svolge ogni anno nel quadro delle iniziative estive dell'assessorato alla cultura: si presentano cortometraggi, documentari, film lunghi sull'ambiente, che non accedono al circuito della grande distribuzione.

Una domenica di ogni mese è dedicata al mercatino dell'antiquariato. Ogni giovedì mattina si tiene il mercato settimanale. In aprile si tiene la festa sulle tradizioni legate al parco di Veio: "C'era una forma... la storia, i sapori, il Parco di Veio".

#### Ricorrenze
- Festività del santo patrono, san Lorenzo: nelle giornate attorno al 10 agosto si svolgono lo sparo augurale di bombe, una processione rituale il giorno 9 agosto, la corsa dei purosangue e la gincana a cavallo, giochi pirotecnici a conclusione dei festeggiamenti il giorno 11 agosto.
- Festività di sant'Antonio abate: il 17 gennaio, con sparo di bombe, benedizione pubblica di animali domestici e il caratteristico gioco delle "Scocciapilaccie", nel quale i concorrenti bendati devono rompere con un bastone dei vasi appesi ad un cavo, guidati dalle grida della folla; il premio è costituito dal contenuto del vaso, a volte anche un maiale intero.
- Festività della Madonna del Sorbo: il martedì dopo il lunedì dell'Angelo si fanno gite nella valle del Sorbo. La tradizione traee origine da una lunga contesa sulla gestione dei prati del parco del Sorbo tra gli abitanti di Formello e di Campagnano Romano, che sfociava ogni anno in occasione dell'uso delle gite fuori dal paese per la Pasquetta. La contesa è cessata quando le autorità comunali di entrambi i paesi emanarono ordinanze congiunte, attribuendo ai campagnanesi il giorno del lunedì dell'Angelo e ai formellesi il giorno seguente.

## Geografia antropica

### Frazioni
Formello Vecchio, Borgo Sant'Antonio, Lo Spannitore, La Bescina, Mancini, Montefiore, Fontana Rutola, Le Sodera, La Villa Chigi, Il Boschetto, Mont'aguzzo, Selvapiana, Acqua Palombina, Acquaviva, La Perazzeta, La Macchia di Sacrofano, Monte Zuccherino, Grossara, La Bandita, Lo Biscio, Castelli, Marvaiata, Il Castagneto, La Bosseta, Le Cascate dell'Inferno, Monte Quadraro, La Rimessa dei Tori, La Porcineta, La Valle del Sorbo, Monte Madonna, Grottefranca, La Spinareta, Montecco, Monte Ciavarini, Il Praticello, Le Nocette, Le Macère, La Selviata, Pisciacavallo, La Casa Cantoniera, Prato La Corte, Il Prato Roseto, Le Case Bianche, La Selvotta, Casal de' Ceveri, Castel de' Ceveri, La Zona Industriale - Olmetti, Le Rughe.

## Economia
L'economia di Formello è basata sull'edilizia, artigianato, agricoltura, e sulle attività di commercio.
Formello è la sede centrale di Acotel Group.

## Sport

### Calcio
Asd Formello calcio, milita in seconda categoria girone f. 

### Atletica leggera
- Forhans Team.[16]

### Pallacanestro
La squadra locale di pallacanestro maschile "A.D. Pallacanestro Formello" ha partecipato nella stagione 2011-2012 al campionato regionale C.S.I. ed è affiliata alla S.S. Lazio Pallacanestro, entrambe le squadre sono allenate da Paolo Santi, ex giocatore di serie B e figlio di Toni Santi, ex allenatore della Italcable Perugia in Serie A che a volte allena i giovani ragazzi.

### Pallavolo
La squadra locale di pallavolo femminile "Volley Formello Roberto Rossellini" è iscritta per la stagione 2012-2013 al campionato di serie C regionale.

### Impianti sportivi
A Formello si trova la sede della Società Sportiva Lazio e il centro sportivo nel quale si allena.

## Galleria d'immagini

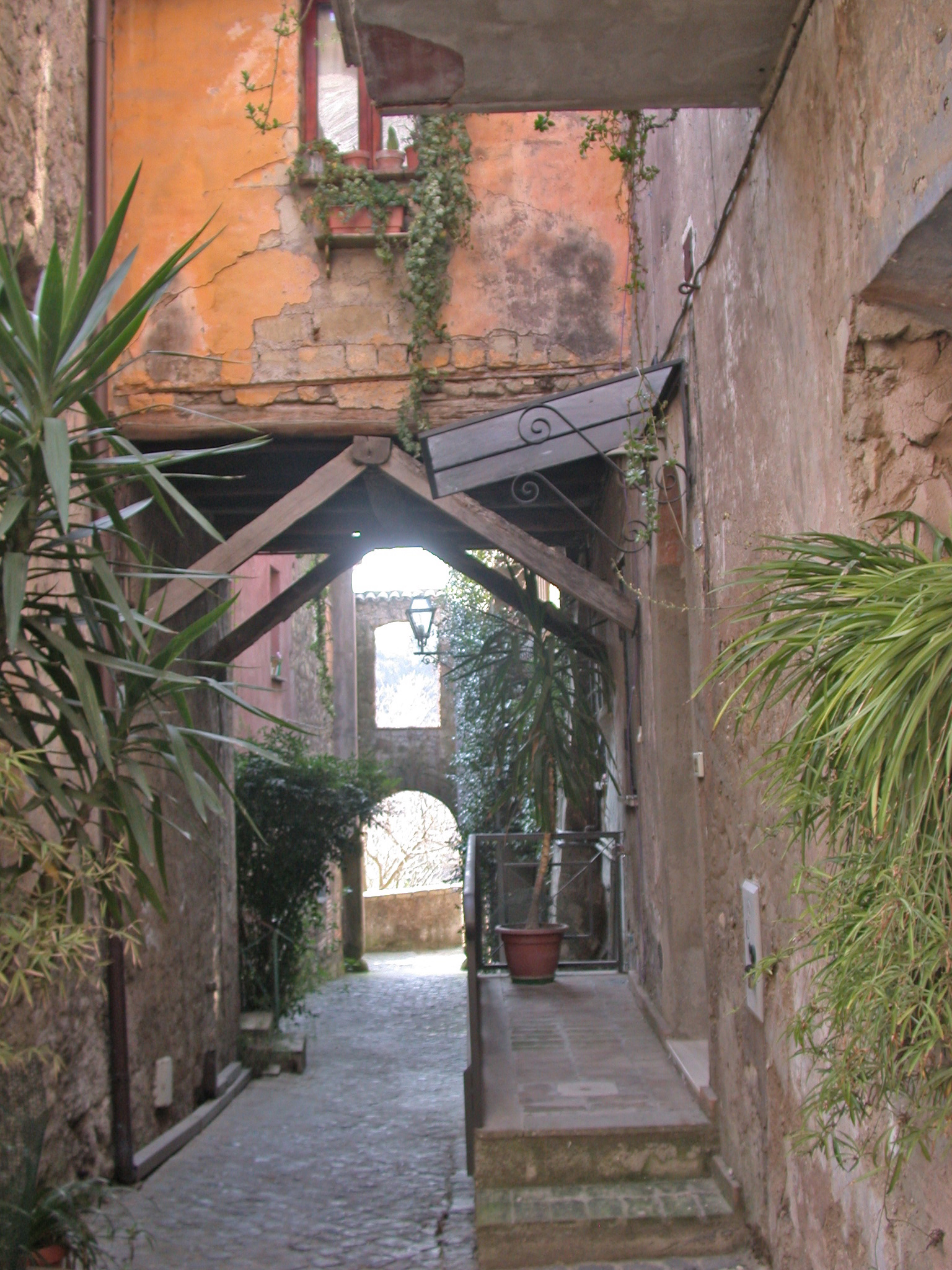
Scorcio del centro storico di Formello
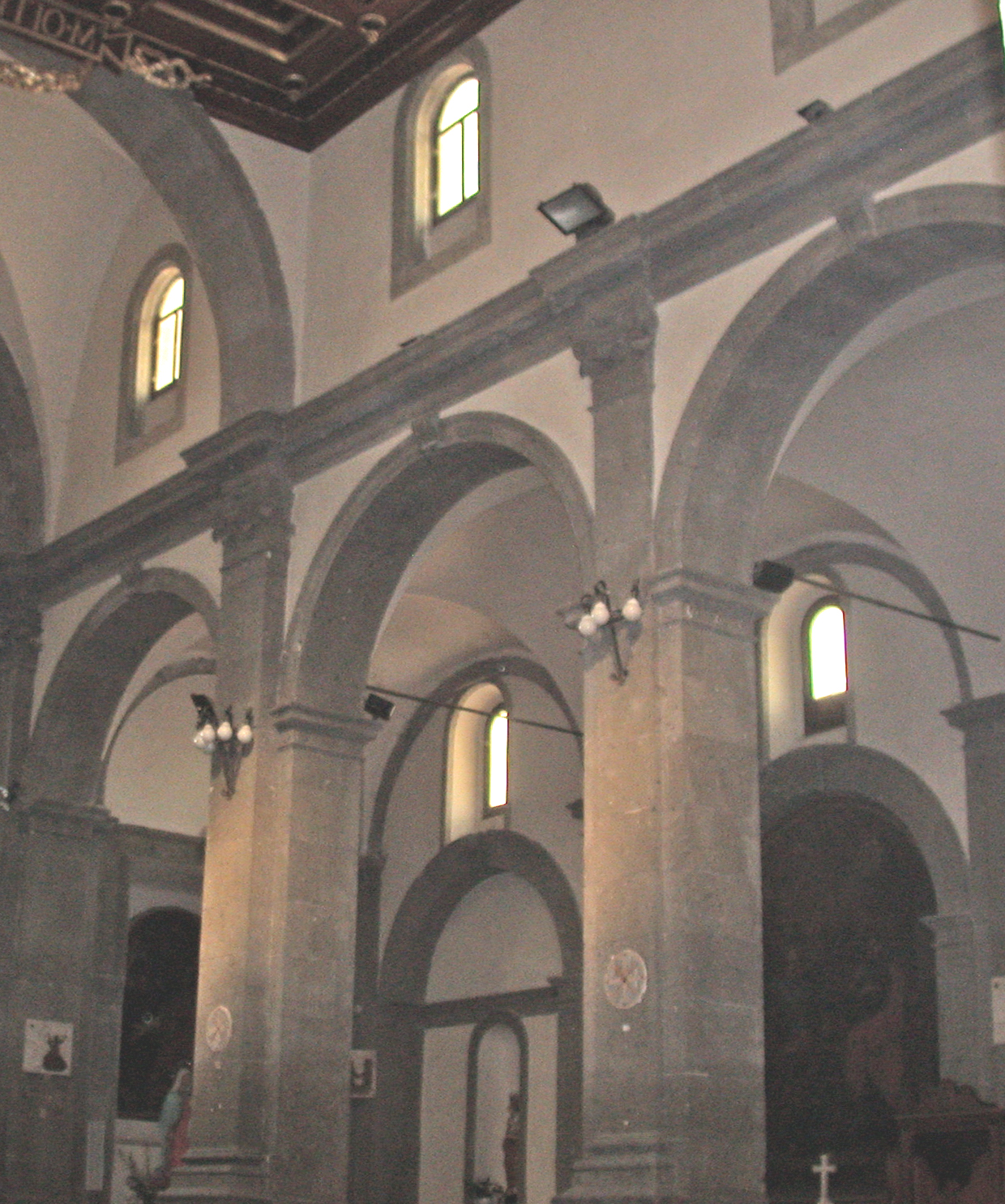
L'interno della chiesa di San Lorenzo (navata destra dalla navata sinistra).
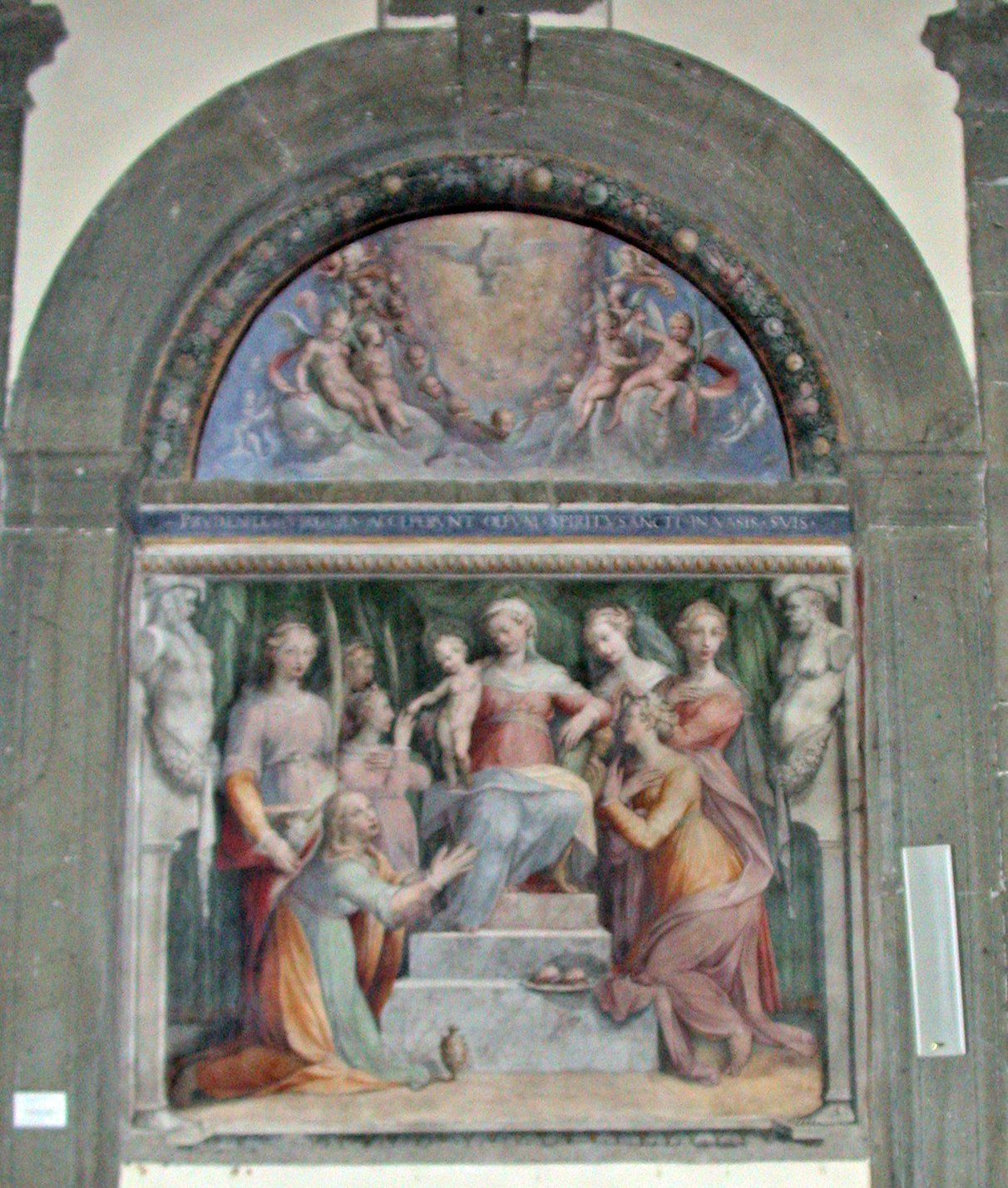
Affresco di Donato Palmieri (1570 circa) nella navata sinistra della chiesa.
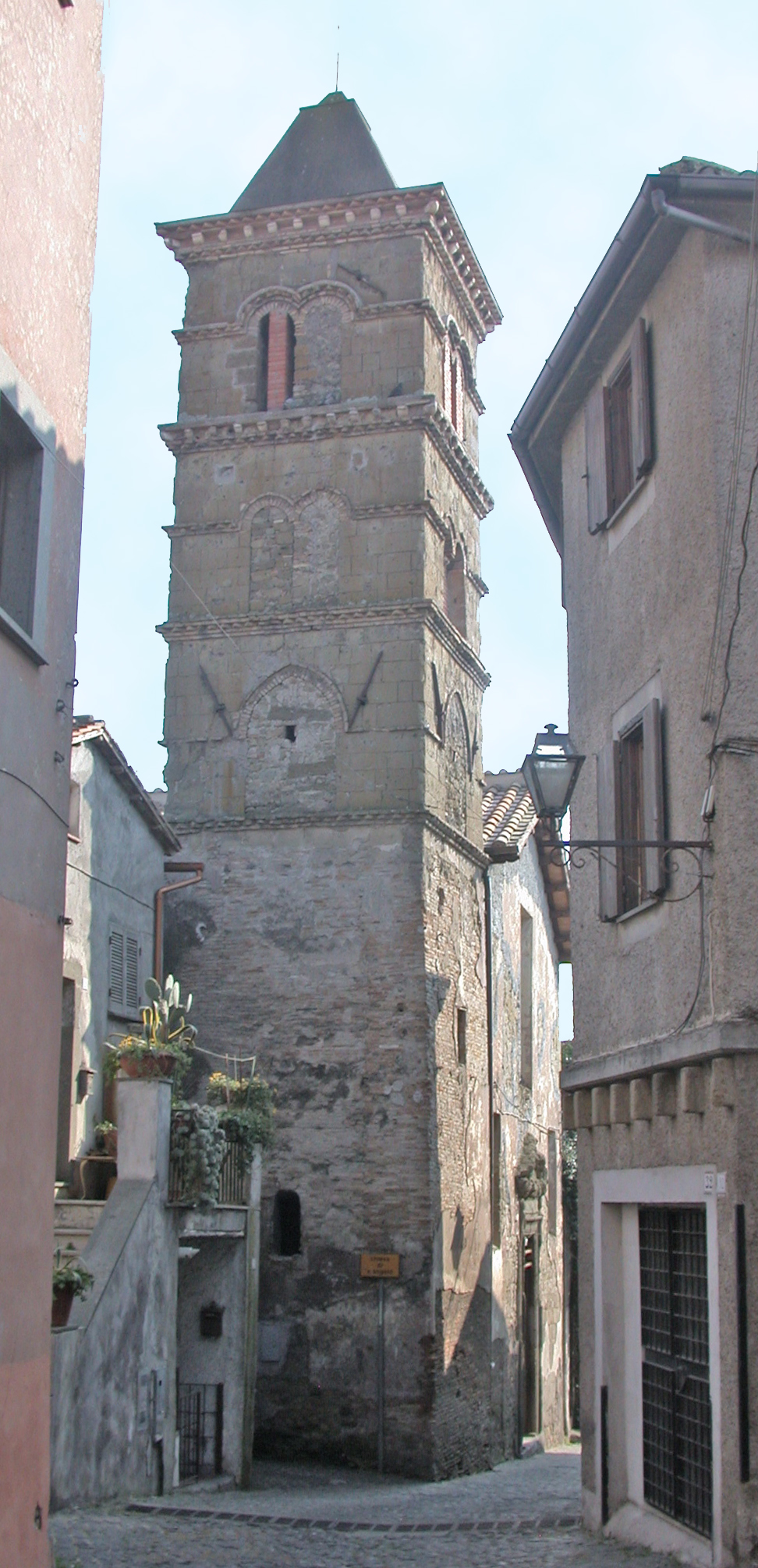
Il campanile della chiesa di San Michele Arcangelo.
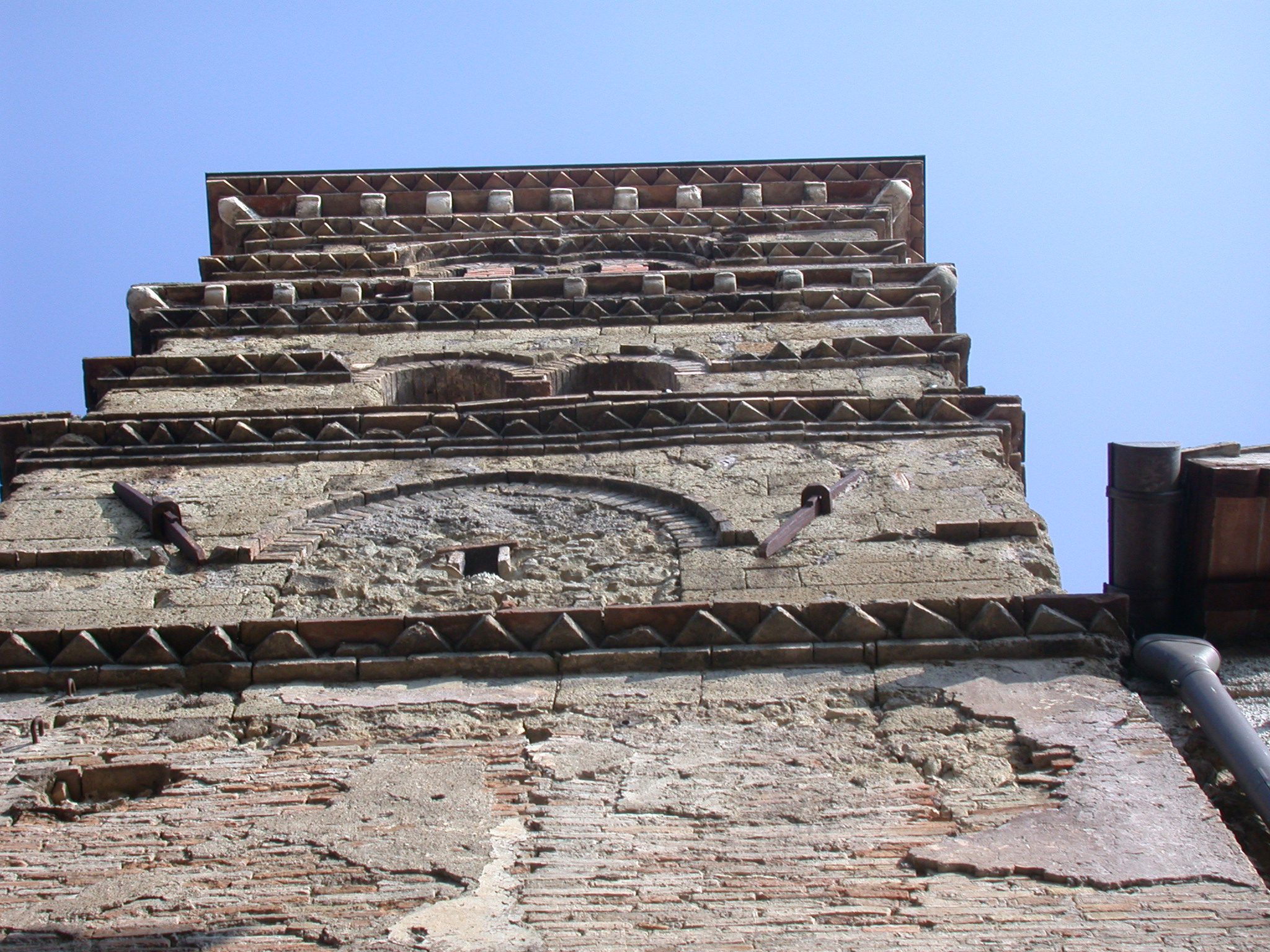
Particolare del campanile della chiesa di San Michele Arcangelo.
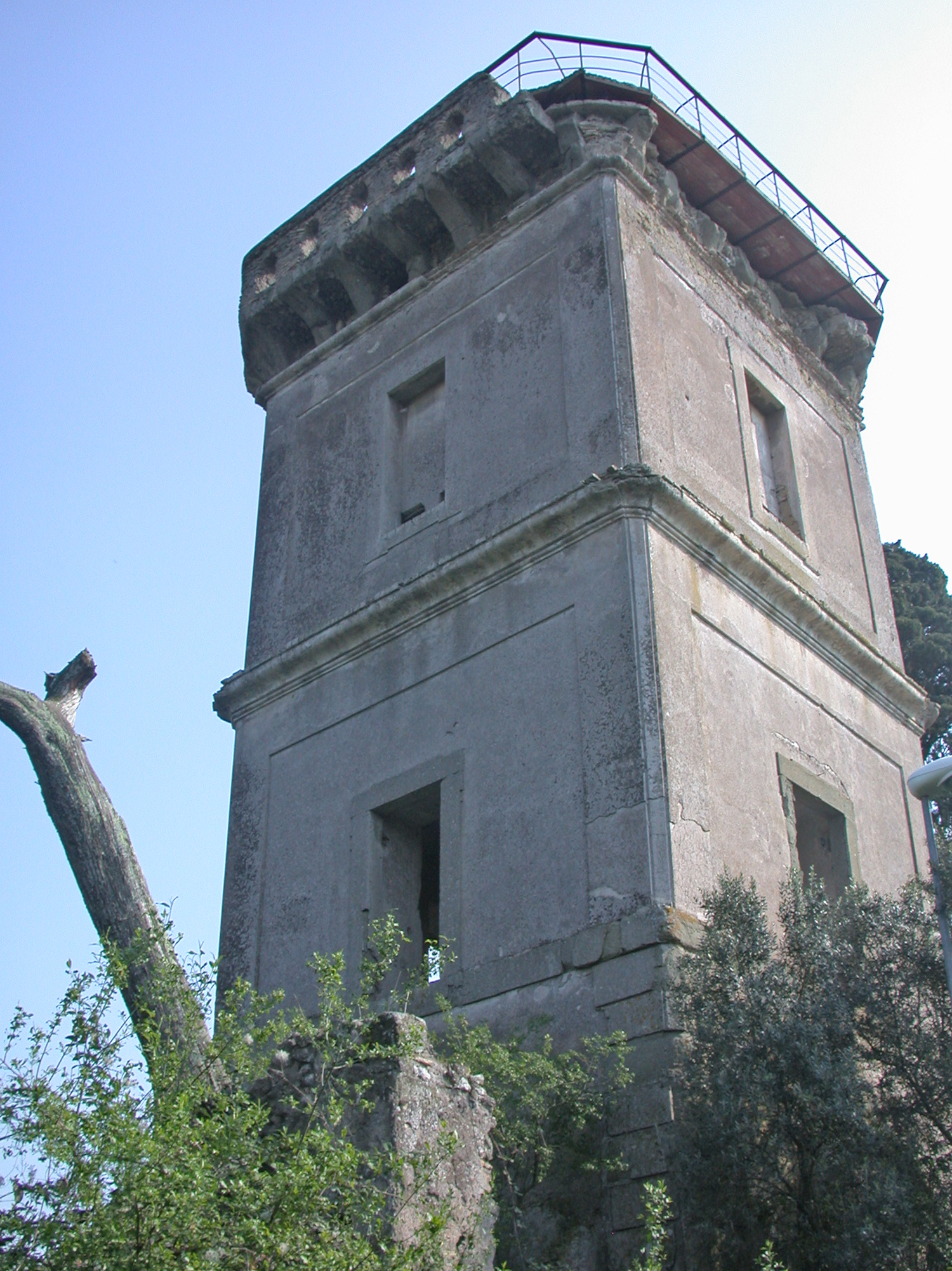
La "Torre Colombaia", resto della villa Chigi-Versaglia